# 에이머스 데커
에이머스 데커(영어: Amos Decker)는 미국 소설가 데이비드 발다치(David Baldacci)의 소설 시리즈에 등장하는 가상의 사립탐정이다.

## 생애
- 에이머스 데커는 오하이오주의 벌링턴(Burlington)에서 태어났다.[1]
- 맨스필드 고등학교(Mansfield High School)의 학생이었을 때 미식축구 선수였다. 이 고등학교 바로 옆에는 과거에 맥도날드 육군 기지(McDonald Army Base)가 있었으나 다른 곳으로 떠났다.
- 오하이오 주립 대학교에 진학해서도 미식축구팀(The Buckeyes) 선수였다. 이 시기에 부모가 차 사고로 사망했다.
- 이후 클리블랜드 브라운스의 프로 선수가 되어 내셔널 풋볼 리그(NFL)에 출전한 첫 경기에서 큰 사고를 당했는데, 이때가 22세였다.[2] 치료 과정에서 병원의 신입 물리치료사이던 카산드라 색스(Cassandra Sachs) 즉 캐시(Cassie)와 만나서 사랑에 빠졌다.
- 그 사고로 인해 몸에 변화가 생겼다는 진단을 받고, 시카고 외곽의 연구시설로 옮겨져서, 여러 달 시간을 보냈다.[3] 여기서 나온 후에 캐시와 결혼을 하고, 고향인 벌링턴으로 돌아왔다.
- 미식축구 선수로 복귀하는 것은 불가능했고, 경찰학교(police academy)를 들어가서 졸업하고, 경찰이 되었다. 9년 후에는 형사(detective)가 되었다. 딸이 태어났고, 에이머스 데커의 어머니 이름을 따서 이름을 몰리(Molly)로 지었다.[4]
- 어느 날 벌링턴 경찰국(Burlington Police Department) 소속 형사로 잠복근무하다가 퇴근했는데 가족이 살해당한 것을 발견했다. 에이머스 데커에게는 아내와 딸이 있었다. 아내인  Decker) 즉 캐시(Cassie)는 총으로 살해되었다. 같은 날 딸 몰리(Molly)도 살해되었는데, 교살이었고 그때 몰리는 열 살이 되기 3일 전이었다. 같은 집에 머물고 있던 처남인 조니 색스(Johnny Sacks)도 살해당했다.
- 그 후 경찰을 그만두었고, 노숙을 하다가, 사립탐정 일을 시작했다. 데커가 등장하는 첫 소설인 《모든 것을 기억하는 남자》(Memory Man)의 내용은 가족이 살해당한 지 약 16개월이 지난 때였고, 이때 데커는 42세였다.
- 2017년에 발간된 시리즈 제3권 《죽음을 선택한 남자》(The Fix)의 제10장에서 시점이 2017년이라고 나온다. 이것으로 봐서 데커는 1974년쯤 태어났을 것으로 추정할 수 있다.

## 신체적 정신적 특징
- 키는 6피트 5인치 즉 약 195 cm이다.[5] 신은 14호를 신는다.[6]
- 제1권 《모든 것을 기억하는 남자》(Memory Man, 2015)에서 몸무게가 350파운드 즉 158 kg 정도였다.[7] 하지만 제5권 Redemption (2019)에서는 몸무게가 300파운드 즉 136 kg 정도로 줄었다.[8]
- 데커는 미식축구 경기 중 사고를 겪고 나서 과잉기억 증후군(hyperthymesia 또는 hyper-Ts)과 공감각(synesthesia) 증후군이 발생했다. 즉 한번 본 것은 모두 기억하고, 숫자나 어떤 상황을 색과 연관지어 느낀다.[9] 또한 시계를 보지 않아도 시각을 정확히 알 수 있다.[10]

## 등장하는 소설
아래는 에이머스 데커가 주인공인 단행본을 발간순으로 정리한 목록이다. 영어 제목과 발간연도, 그리고 한국어 번역 제목 순으로 표기했다. 2019년 9월 기준으로 장편소설이 다섯 권이 출판되었다. 모두 한국어로 번역되어 출간되었다.
1. Memory Man (2015) - 《모든 것을 기억하는 남자》 (미국 오하이오주)
2. The Last Mile (2016) - 《괴물이라 불린 남자》 (미국 텍사스주)
3. The Fix (2017) - 《죽음을 선택한 남자》 (미국 워싱턴 D.C.)
4. The Fallen (2018) - 《폴른: 저주받은 자들의 도시》 (미국 펜실베이니아주)
5. Redemption (2019) (미국 오하이오주)